# Bundestagswahlkreis Weimar – Apolda – Erfurt-Land
Der Bundestagswahlkreis Weimar – Apolda – Erfurt-Land war von 1990 bis 2002 ein Wahlkreis in Thüringen. Er besaß die Nummer 301 und umfasste 1990 die kreisfreie Stadt Weimar sowie die Landkreise Weimar, Apolda und Erfurt. Dieses Gebiet entsprach nach der 1994 durchgeführten Thüringer Kreisreform den Landkreisen Sömmerda und Weimarer Land sowie der Stadt Weimar. Im Rahmen der Wahlkreisreform von 2002, bei der die Anzahl der Wahlkreise in Thüringen von zwölf auf zehn reduziert wurde, wurde das Gebiet des Wahlkreises auf die Wahlkreise Jena – Weimar – Weimarer Land und Erfurt aufgeteilt.
Der letzte direkt gewählte Wahlkreisabgeordnete war Edelbert Richter (SPD).

## Wahlergebnisse

### Bundestagswahl 1998
| Kandidaten                     | Kandidaten                    | Parteien/Listen     | Erststimmen | Erststimmen | Zweitstimmen | Zweitstimmen |
| Kandidaten                     | Kandidaten                    | Parteien/Listen     | Stimmen     | %           | Stimmen      | %            |
| ------------------------------ | ----------------------------- | ------------------- | ----------- | ----------- | ------------ | ------------ |
|                                | Vera Lengsfeld                | CDU                 | 40.193      | 29,9        | 40.088       | 29,7         |
|                                | Edelbert Richtergewählt im WK | SPD                 | 48.345      | 35,9        | 43.631       | 32,3         |
|                                | Carsten Hübner                | PDS                 | 24.843      | 18,5        | 27.304       | 20,2         |
|                                | Rudolf Kessner                | GRÜNE               | 6.345       | 4,7         | 6.990        | 5,2          |
|                                | Hans-Joachim Wiegand          | F.D.P.              | 4.241       | 3,2         | 5.343        | 4,0          |
|                                | Kati Lange                    | BFB – Die Offensive | 1.928       | 1,4         | 1.095        | 0,8          |
|                                | –                             | DVU                 | –           | –           | 3.560        | 2,6          |
|                                | Gertrud Buttlar               | GRAUE               | 1.021       | 0,8         | 768          | 0,6          |
|                                | Frank-Günther Welsch          | REP                 | 3.899       | 2,9         | 2.407        | 1,8          |
|                                | −                             | DIE FRAUEN          | –           | –           | 307          | 0,2          |
|                                | –                             | Pro DM              | –           | –           | 2.628        | 1,9          |
|                                | Matthias Büchner              | FORUM               | 1.619       | 1,2         | 609          | 0,5          |
|                                | −                             | ödp                 | –           | –           | 167          | 0,1          |
|                                | Karl-Heinz Kraas              | Einzelbewerber      | 2.080       | 1,5         | –            | –            |
| Gesamt                         | Gesamt                        | Gesamt              | 134.514     | 100         | 134.897      | 100          |
|                                |                               |                     |             |             |              |              |
| Ungültige Stimmen              | Ungültige Stimmen             | Ungültige Stimmen   | 3.002       | 2,2         | 2.619        | 1,9          |
| Wähler                         | Wähler                        | Wähler              | 137.516     | 83,3        | 137.516      | 83,3         |
| Wahlberechtigte                | Wahlberechtigte               | Wahlberechtigte     | 165.115     |             | 165.115      |              |
|                                |                               |                     |             |             |              |              |
| Quellen: Der Bundeswahlleiter, |                               |                     |             |             |              |              |

### Bundestagswahl 1994
| Kandidaten                     | Kandidaten                         | Parteien/Listen   | Erststimmen | Erststimmen | Zweitstimmen | Zweitstimmen |
| Kandidaten                     | Kandidaten                         | Parteien/Listen   | Stimmen     | %           | Stimmen      | %            |
| ------------------------------ | ---------------------------------- | ----------------- | ----------- | ----------- | ------------ | ------------ |
|                                | Heinz-Jürgen Kronberggewählt im WK | CDU               | 50.379      | 45,9        | 46.933       | 42,7         |
|                                | –                                  | SPD               | 33.752      | 30,8        | 31.591       | 28,8         |
|                                | –                                  | PDS               | 14.511      | 13,2        | 16.460       | 15,0         |
|                                | –                                  | GRÜNE             | 6.997       | 6,4         | 6.660        | 6,1          |
|                                | –                                  | F.D.P.            | 4.006       | 3,7         | 5.292        | 4,8          |
|                                | –                                  | GRAUE             | –           | –           | 719          | 0,7          |
|                                | –                                  | REP               | –           | –           | 1.417        | 1,3          |
|                                | –                                  | Solidarität       | –           | –           | 106          | 0,1          |
|                                | –                                  | MLPD              | –           | –           | 37           | 0,0          |
|                                | –                                  | ÖDP               | –           | –           | 211          | 0,2          |
|                                | –                                  | STATT             | –           | –           | 401          | 0,4          |
| Gesamt                         | Gesamt                             | Gesamt            | 109.645     | 100         | 109.827      | 100          |
|                                |                                    |                   |             |             |              |              |
| Ungültige Stimmen              | Ungültige Stimmen                  | Ungültige Stimmen | 2.918       | 2,6         | 2.736        | 2,4          |
| Wähler                         | Wähler                             | Wähler            | 112.563     | 75,1        | 112.563      | 75,1         |
| Wahlberechtigte                | Wahlberechtigte                    | Wahlberechtigte   | 149.934     |             | 149.934      |              |
|                                |                                    |                   |             |             |              |              |
| Quellen: Der Bundeswahlleiter, |                                    |                   |             |             |              |              |

### Bundestagswahl 1990
| Kandidaten                     | Kandidaten                         | Parteien/Listen   | Erststimmen | Erststimmen | Zweitstimmen | Zweitstimmen |
| Kandidaten                     | Kandidaten                         | Parteien/Listen   | Stimmen     | %           | Stimmen      | %            |
| ------------------------------ | ---------------------------------- | ----------------- | ----------- | ----------- | ------------ | ------------ |
|                                | Heinz-Jürgen Kronberggewählt im WK | CDU               | 51.176      | 45,7        | 50.996       | 45,4         |
|                                | −                                  | SPD               | 23.032      | 20,6        | 22.756       | 20,2         |
|                                | −                                  | PDS               | 7.365       | 6,6         | 7.396        | 6,6          |
|                                | −                                  | DSU               | 1.213       | 1,1         | 852          | 0,8          |
|                                | −                                  | F.D.P.            | 17.703      | 15,8        | 19.379       | 17,2         |
|                                | −                                  | GRÜNE             | 9.379       | 8,4         | 8.237        | 7,3          |
|                                | −                                  | LIGA              | –           | –           | 152          | 0,1          |
|                                | −                                  | DIE GRAUEN        | 1.305       | 1,2         | 984          | 0,9          |
|                                | –                                  | REP               | 2.967       | 2,6         | 1.000        | 0,9          |
|                                | −                                  | NPD               | 816         | 0,7         | 441          | 0,4          |
|                                | –                                  | ÖDP               | –           | –           | 213          | 0,2          |
|                                | –                                  | Patrioten         | –           | –           | 31           | 0,0          |
| Gesamt                         | Gesamt                             | Gesamt            | 111.989     | 100         | 112.437      | 100          |
|                                |                                    |                   |             |             |              |              |
| Ungültige Stimmen              | Ungültige Stimmen                  | Ungültige Stimmen | 1.981       | 1,7         | 1.533        | 1,3          |
| Wähler                         | Wähler                             | Wähler            | 113.970     | 76,1        | 113.970      | 76,1         |
| Wahlberechtigte                | Wahlberechtigte                    | Wahlberechtigte   | 149.677     |             | 149.677      |              |
|                                |                                    |                   |             |             |              |              |
| Quellen: wahlen.thueringen.de, |                                    |                   |             |             |              |              |

## Wahlkreissieger
| Wahl | Name                  | Partei | Erststimmen |
| ---- | --------------------- | ------ | ----------- |
| 1998 | Edelbert Richter      | SPD    | 35,9 %      |
| 1994 | Heinz-Jürgen Kronberg | CDU    | 45,9 %      |
| 1990 | Heinz-Jürgen Kronberg | CDU    | 45,7 %      |